# Леляки (Жмеринський район)
Леляки́ — село в Україні, у Жмеринській міській громаді Жмеринського району Вінницької області.

## Географія
Селом протікає річка Волока, права притока Південного Бугу.
У лісовому масиві на захід від села знаходиться заповідне урочище Жмеринська діброва.

## Історія села
За грошовим актом, здійсненим між рідними братами і сестрами в Подільській Цивільній Палаті 1859 року 12 лютого за № 17 власником села Леляки став поміщик Дембицький.
1930 року в селі засновано колгосп ім. Восьмого березня. Тих, хто не хотів вступати в колгосп, було вивезено в невідомому напрямку.
Про голодомор місцева мешканка Ганна Андріївна Павлюк розповідала так: «Голод у Леляках убив багато людей. Ой багато! Бувало йдеш, а на обочині людина лежить. Там далі — друга. Вмирали люди. Ми мали корову, свинку, я у Жмеринку молоко, сметану, сир носила. Часом віднімали їжу ще по дорозі, добре, що живою лишили».
17 липня 1941 року було село зайняте німцями. За даними паспорта історії і пам'яток культури, на фронтах німецько-радянської війни загинуло 168 уродженців села Леляки. 9 травня 1979 р. в селі відкрито пам'ятник загиблим воїнам.

### Легенда про козацький скарб
Згідно з місцевою легендою, гетьман Дорошенко вів козацькі полки на Тернопільщину, даючи по дорозі численні бої татарським загонам. В одній із тутешніх водойм він наказав затопити човен з золотом. Козаки по золото так і не повернулися. У дев'яностих роках XIX ст. до місцевої селянської общини звернулися старовіри із сусідніх сіл. Вони просили дозволу взяти ставок в оренду на три роки і копати там. Відомості про схований скарб вони знайшли у документах, що зберігалися в одній із церков. Проте громада відмовила їм в оренді ставу.

## Новітня історія
7 жовтня 2017 року святійший Патріарх Філарет звершив чин освячення храму у Леляках.
12 червня 2020 року, відповідно до Розпорядження Кабінету Міністрів України від  № 707-р «Про визначення адміністративних центрів та затвердження територій територіальних громад Вінницької області», увійшло до складу Жмеринської міської громади.
19 липня 2020 року, в результаті адміністративно-територіальної реформи та ліквідації Жмеринського району, село увійшло до складу новоутвореного Жмеринського району.

## Пам'ятки
- Пам'ятник 326 воїнам-односельчанам, загиблим на фронтах Великої Вітчизняної війни

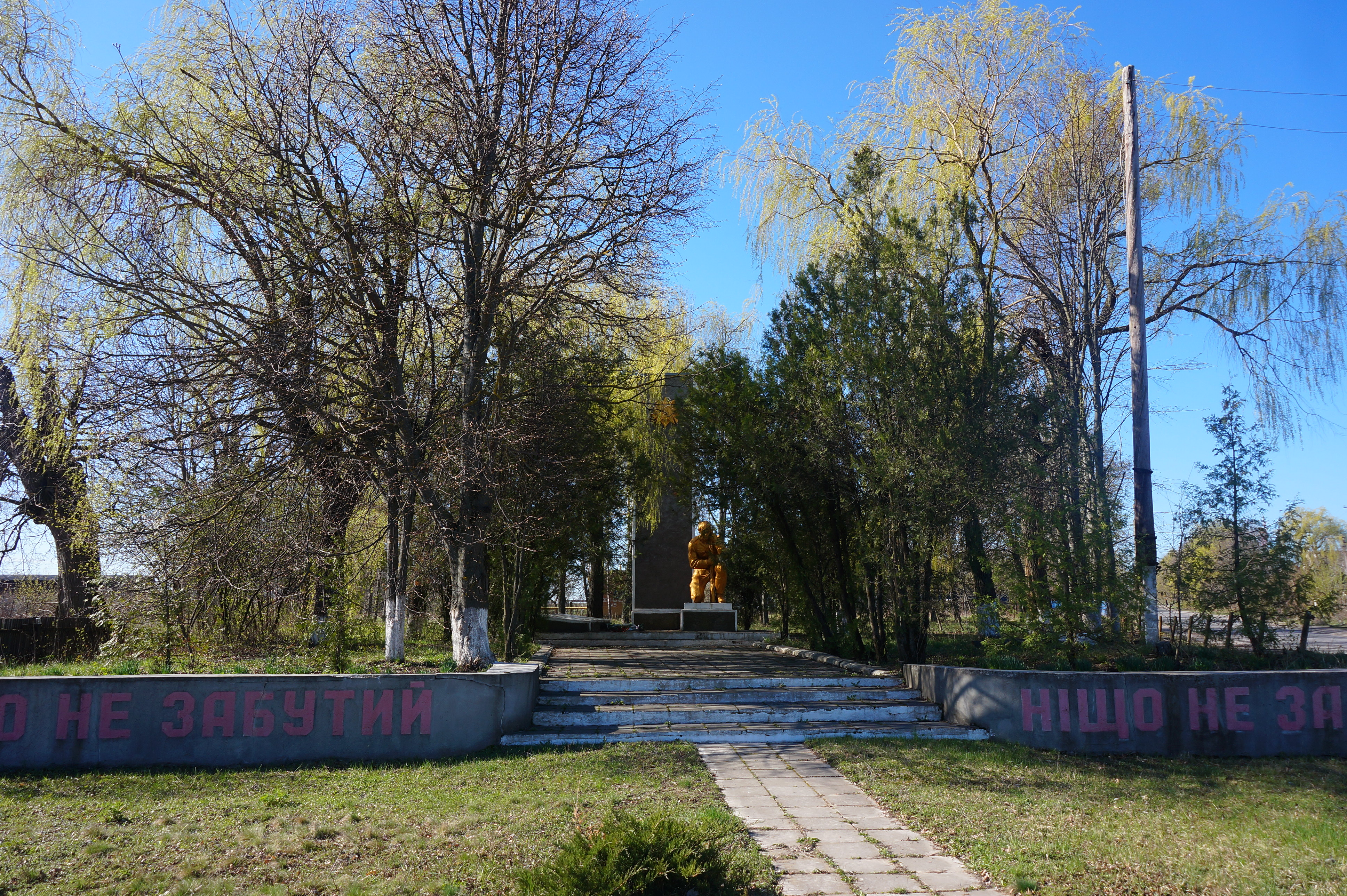
Пам'ятник 326 воїнам-односельчанам, загиблим на фронтах ВВВ

- Поселення трипільської культури

## Відомі люди
- Семенюк Микола Іванович (1973—2019) — молодший сержант Збройних сил України, учасник російсько-української війни.